# 25491 Meador
25491 Meador è un asteroide della fascia principale. Scoperto nel 1999, presenta un'orbita caratterizzata da un semiasse maggiore pari a 2,6621263 UA e da un'eccentricità di 0,1371792, inclinata di 6,30990° rispetto all'eclittica.